# Миняево (Московская область)
Миня́ево — деревня в Ступинском районе Московской области в составе Аксиньинского сельского поселения (до 2006 года входило в Мещеринский сельский округ). По имеющимся сведениям, известно с 1577 года, как деревня Минева. Миняево на 2015 год — населённый пункт без официального населения, фактически дачный посёлок: в деревне числятся 1 улица и 2 СНТ.

## Население
| 2002 | 2006 | 2010 |
| ---- | ---- | ---- |
| 3    | ↘0   | →0   |

Миняево расположено в северо-восточной части района, высота центра деревни над уровнем моря — 175 м. Ближайшие населённые пункты: Городня примерно в 300 м севернее, Шманаево в 1,5 км на юг и Зевалово — в 2,5 км на восток.